# Linus Mattsson
Linus Mattsson, född 9 augusti 2003, är en svensk fotbollsspelare som spelar för FC Stockholm. 

## Klubblagskarriär
Linus Mattssons moderklubb är AIK. När han var elva år gammal provtränade han under en semesterresa med Barcelonas Barca Academy. Han blev erbjuden en plats i laget och flyttade till Spanien. Under de följande åren representerade Mattsson Barca Academy och Damm innan han återvände till Sverige och AIK som 14-åring.
Ett och ett halvt år senare lämnade Mattsson AIK på nytt, då han skrev på division 1-klubben Gefle IF, för att få möjlighet att spela seniorfotboll. Han hade dessförinnan provspelat med Espanyol, Heerenveen och Huddersfield Town.
Som 15-åring fick Mattsson begå sin tävlingsdebut för Gefle IF. I premiären av Norrettan den 7 april 2019 stod han för ett inhopp i 1-2-förlusten mot Nyköpings BIS och blev omedelbart målskytt. Totalt spelade Mattsson i drygt två tredjedelar av matcherna under säsongen.
Efter ett år i Gefle IF värvades Linus Mattsson till Akropolis IF, som var nykomling i Superettan, i februari 2020. Han debuterade i Superettan som 16-åring den 7 juli 2020, i 2-2-matchen mot Trelleborgs FF. Under säsongen blev det i övrigt knapert med speltid för Mattsson, som även spenderade en kortare tid på lån hos division 2-klubben Stockholm Internazionale. Den efterföljande säsongen fick Mattsson allt mer speltid i Akropolis IF, men året slutade i moll då klubben åkte ur Superettan efter en kvalförlust mot Skövde AIK.
I januari 2022 värvades Mattsson av Skövde AIK, där han skrev på ett tvåårskontrakt. Efter en och en halv säsong med Skövde AIK i Superettan, värvades Mattsson av Ettan Norra-klubben FC Stockholm i juli 2023.

## Landslagskarriär
Linus Mattsson har representerat Sveriges U19- och U17-landslag. Han fanns med i startelvan när Sveriges P03-landslag spelade sin första landskamp mot Finland den 21 augusti 2018.

## Statistik
| Klubb              | Säsong             | Liga                      | Liga    | Liga | Nationell cup | Nationell cup | Övrigt  | Övrigt | Totalt  | Totalt |
| Klubb              | Säsong             | Division                  | Matcher | Mål  | Matcher       | Mål           | Matcher | Mål    | Matcher | Mål    |
| ------------------ | ------------------ | ------------------------- | ------- | ---- | ------------- | ------------- | ------- | ------ | ------- | ------ |
| Gefle IF           | 2019               | Division 1 Norra          | 19      | 1    | 0             | 0             | —       | —      | 19      | 1      |
| Akropolis IF       | 2020               | Superettan                | 9       | 0    | 1             | 0             | —       | —      | 10      | 0      |
| Akropolis IF       | 2021               | Superettan                | 22      | 0    | 3             | 0             | 1       | 0      | 26      | 0      |
| Akropolis IF       | Totalt             | Totalt                    | 31      | 0    | 4             | 0             | 1       | 0      | 36      | 0      |
| FC Stockholm (lån) | 2020               | Division 2 Norra Svealand | 3       | 0    | 0             | 0             | —       | —      | 3       | 0      |
| Skövde AIK         | 2022               | Superettan                | 20      | 0    | 1             | 0             | —       | —      | 21      | 0      |
| Skövde AIK         | 2023               | Superettan                | 11      | 0    | 0             | 0             | —       | —      | 11      | 0      |
| Skövde AIK         | Totalt             | Totalt                    | 31      | 0    | 1             | 0             | —       | —      | 32      | 0      |
| FC Stockholm       | 2023               | Ettan Norra               | 15      | 2    | 1             | 0             | —       | —      | 16      | 2      |
| FC Stockholm       | 2024               | Ettan Norra               | 2       | 1    | 0             | 0             | —       | —      | 2       | 1      |
| FC Stockholm       | Totalt             | Totalt                    | 17      | 3    | 1             | 0             | —       | —      | 18      | 3      |
| Totalt i karriären | Totalt i karriären | Totalt i karriären        | 101     | 4    | 6             | 0             | 1       | 0      | 108     | 4      |

1. ↑  Nedflyttningskvalmatch mot Skövde AIK.[13]

## Personligt
Under uppväxten var Barcelona hans favoritlag medan Kevin de Bruyne var hans förebild.